# Euphorbia yaroslavii
Euphorbia yaroslavii là một loài thực vật có hoa trong họ Đại kích. Loài này được Poljakov mô tả khoa học đầu tiên năm 1961.